# Beslon
Beslon ist eine französische Gemeinde mit 550 Einwohnern (Stand 1. Januar 2022) im Département Manche in der Region Normandie. Sie gehört zum Kanton Villedieu-les-Poêles-Rouffigny und zum Arrondissement Saint-Lô.
Sie grenzt im Nordwesten an La Colombe, im Nordosten an Montbray, im Osten an Courson, im Südosten an Saint-Aubin-des-Bois und im Südwesten an Sainte-Cécile.

## Bevölkerungsentwicklung
| Jahr      | 1962 | 1968 | 1975 | 1982 | 1990 | 1999 | 2008 | 2018 |
| --------- | ---- | ---- | ---- | ---- | ---- | ---- | ---- | ---- |
| Einwohner | 661  | 609  | 560  | 507  | 500  | 498  | 519  | 558  |

## Sehenswürdigkeiten

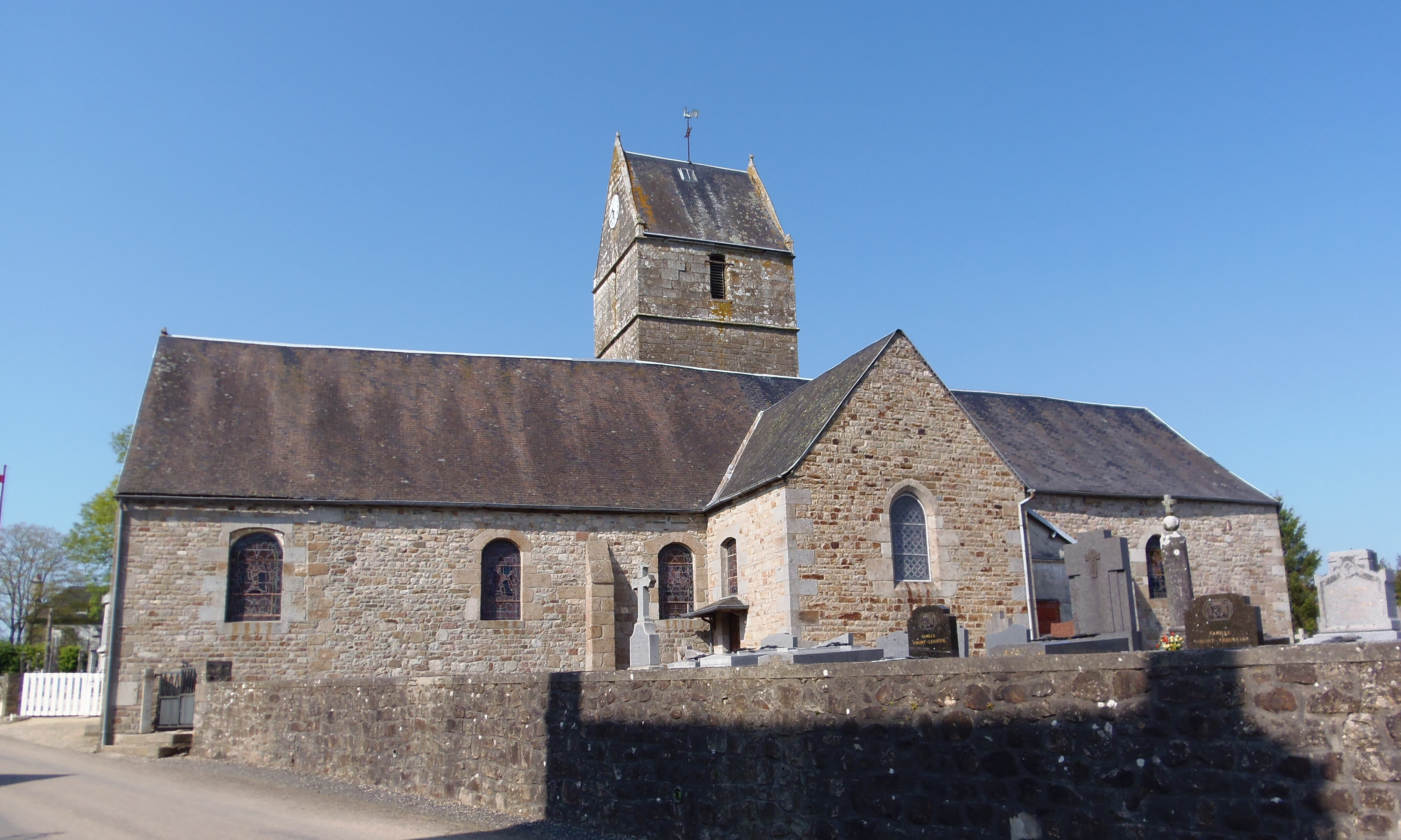
Kirche Mariä Himmelfahrt
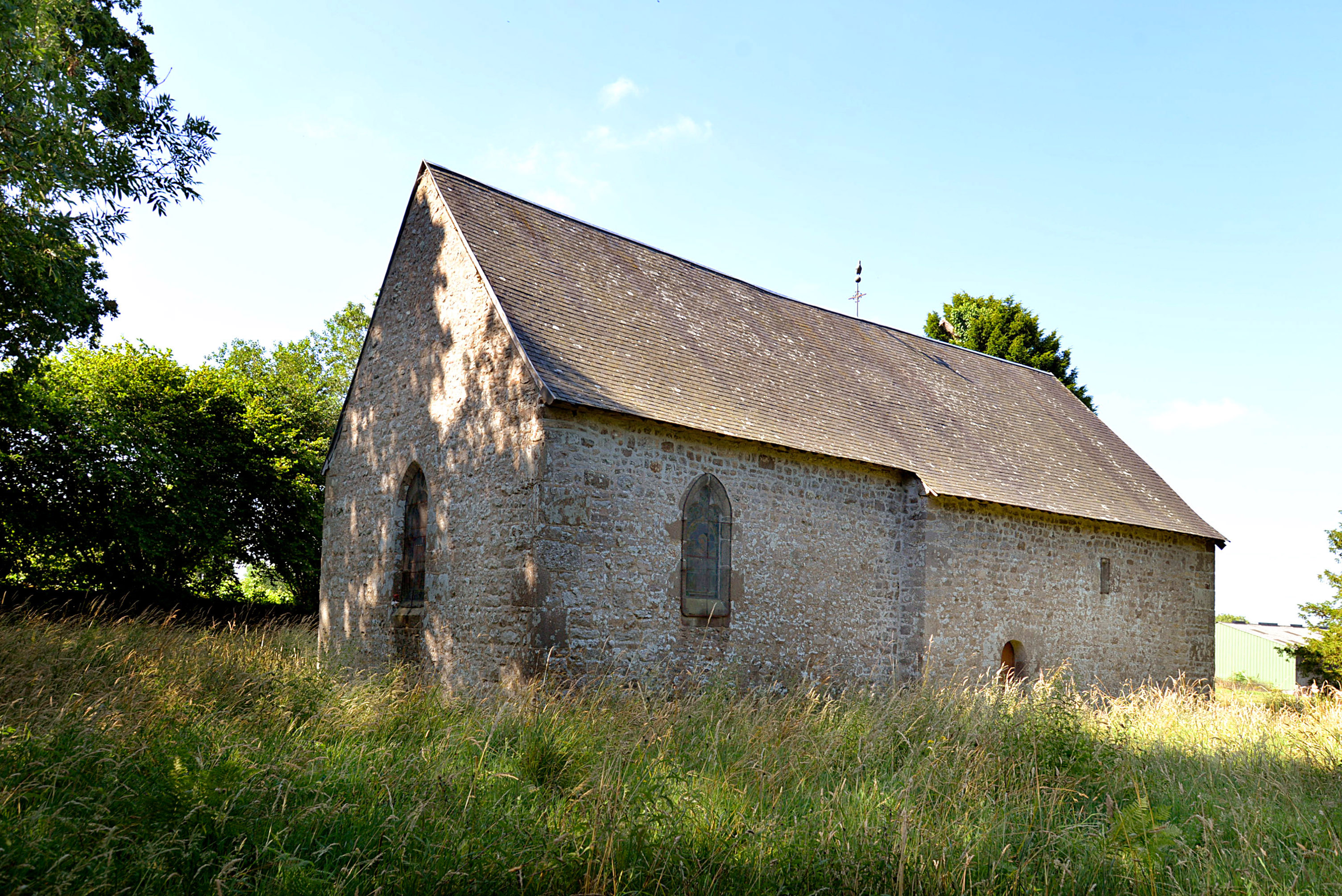
Dreifaltigkeitskapelle

- Kirche Mariä Himmelfahrt
- Dreifaltigkeitskapelle